# Ћу, ћеш, ће
„Ћу, ћеш, ће” је југословенска ТВ мини серија снимљена 1972. године у продукцији Телевизије Београд.

## Епизоде
| Сезона | Епизода | Назив | Датум              |
| ------ | ------- | ----- | ------------------ |
| 1      | 1       | /     | 5. фебруара 1972.  |
| 1      | 2       | /     | 12. фебруара 1972. |
| 1      | 3       | /     | 19. фебруара 1972. |
| 1      | 4       | /     | 26. фебруара 1972. |
| 1      | 5       | /     | 4. марта 1972.     |
| 1      | 6       | /     | 11. марта 1972.    |
| 1      | 7       | /     | 18. марта 1972.    |
| 1      | 8       | /     | 25. марта 1972.    |
| 1      | 9       | /     | 1. априла 1972.    |
| 1      | 10      | /     | 8. априла 1972.    |

## Улоге
| Глумац                    | Улога                     |
| ------------------------- | ------------------------- |
| Мија Алексић              | Пера Зевзек (10 еп. 1972) |
| Љубиша Бачић              | (10 еп. 1972)             |
| Ђокица Милаковић          | (10 еп. 1972)             |
| Станислава Пешић          | (10 еп. 1972)             |
| Петар Словенски           | (10 еп. 1972)             |
| Даница Аћимац             | (9 еп. 1972)              |
| Павле Минчић              | (9 еп. 1972)              |
| Божидар Стошић            | (9 еп. 1972)              |
| Миливоје Мића Томић       | (8 еп. 1972)              |
| Михајло Бата Паскаљевић   | (7 еп. 1972)              |
| Љубомир Дидић             | (5 еп. 1972)              |
| Предраг Тасовац           | (5 еп. 1972)              |
| Михајло Викторовић        | (5 еп. 1972)              |
| Богић Бошковић            | (4 еп. 1972)              |
| Милан Панић               | (4 еп. 1972)              |
| Мирослав Дуда Радивојевић | (4 еп. 1972)              |
| Бранко Пешић              | Лично (1 еп. 1972)        |
| Маријан Рожич             | Лично (1 еп. 1972)        |
| Милан Вукос               | Лично (1 еп. 1972)        |

Комплетна ТВ екипа ▼
| Редитељ      | Радивоје Лола Ђукић | (10 еп. 1972)                 |
| Сценариста   | Радивоје Лола Ђукић | (10 еп. 1972)                 |
| Остала екипа | Нада Петернек       | секретар режије (10 еп. 1972) |